# 田町 (岡崎市)
田町（たまち）は、愛知県岡崎市の町名である。丁番を持たない単独町名である。

## 地理
岡崎市の西部、国道1号並びに国道248号の交点である八帖交差点のすぐ東に位置し、岡崎市の中心街に相応するがほぼ全域が住宅地として利用されている。
本町の住所は町の後に直接番地が振られているが本項では割愛する。

## 世帯数と人口
2019年（令和元年）5月1日現在の世帯数と人口は以下の通りである。
| 町丁 | 世帯数  | 人口  |
| ---- | ------- | ----- |
| 田町 | 101世帯 | 244人 |

### 人口の変遷
国勢調査による人口の推移
| 1995年（平成7年）  | 236人 | [ 5 ] |  |
| 2000年（平成12年） | 201人 | [ 6 ] |  |
| 2005年（平成17年） | 198人 | [ 7 ] |  |
| 2010年（平成22年） | 201人 | [ 8 ] |  |
| 2015年（平成27年） | 178人 | [ 9 ] |  |

## 小・中学校の学区
市立小・中学校に通う場合、学区は以下の通りとなる。
| 番・番地等 | 小学校             | 中学校             |
| ---------- | ------------------ | ------------------ |
| 全域       | 岡崎市立連尺小学校 | 岡崎市立城北中学校 |

## 歴史

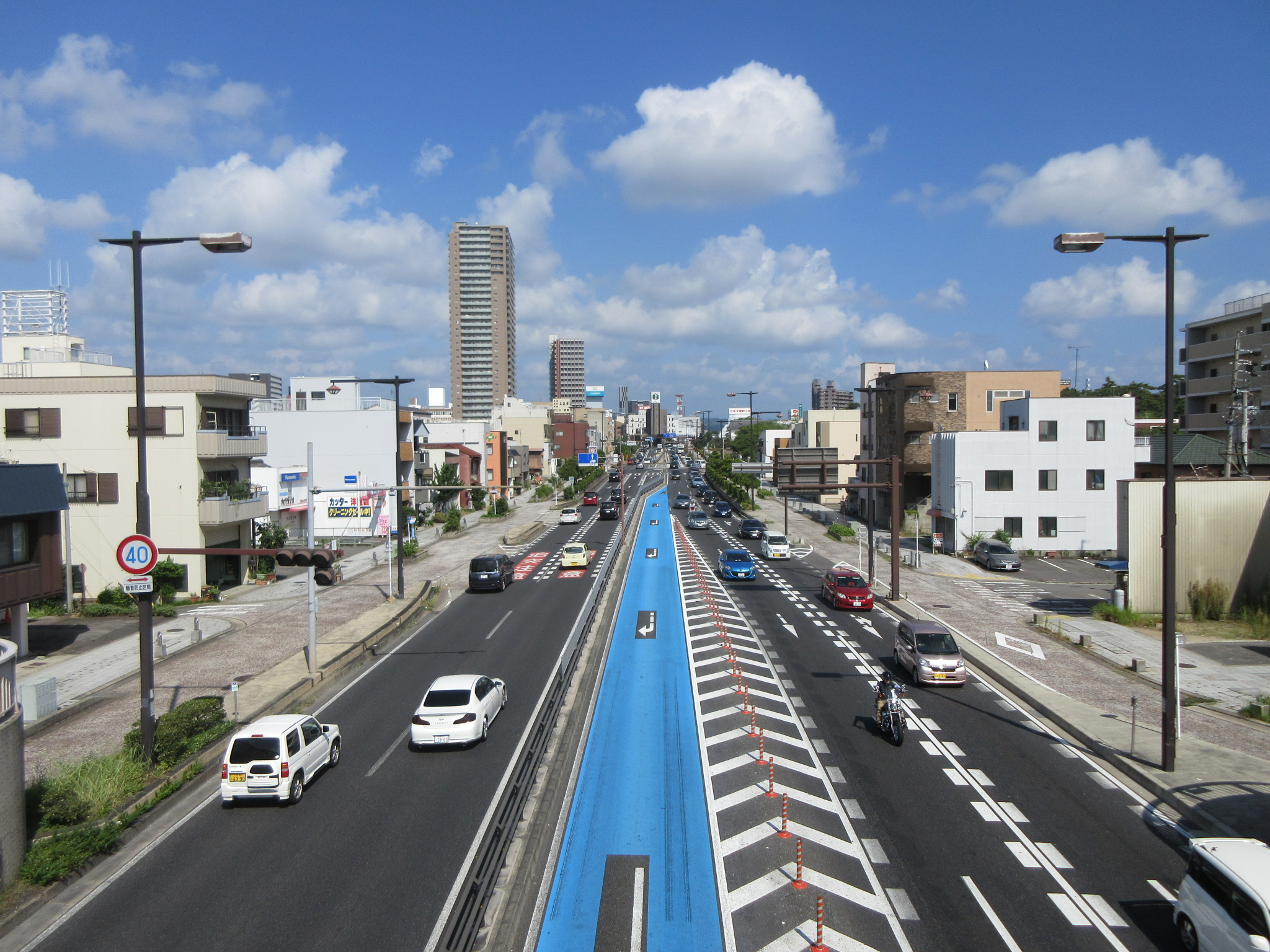
国道1号

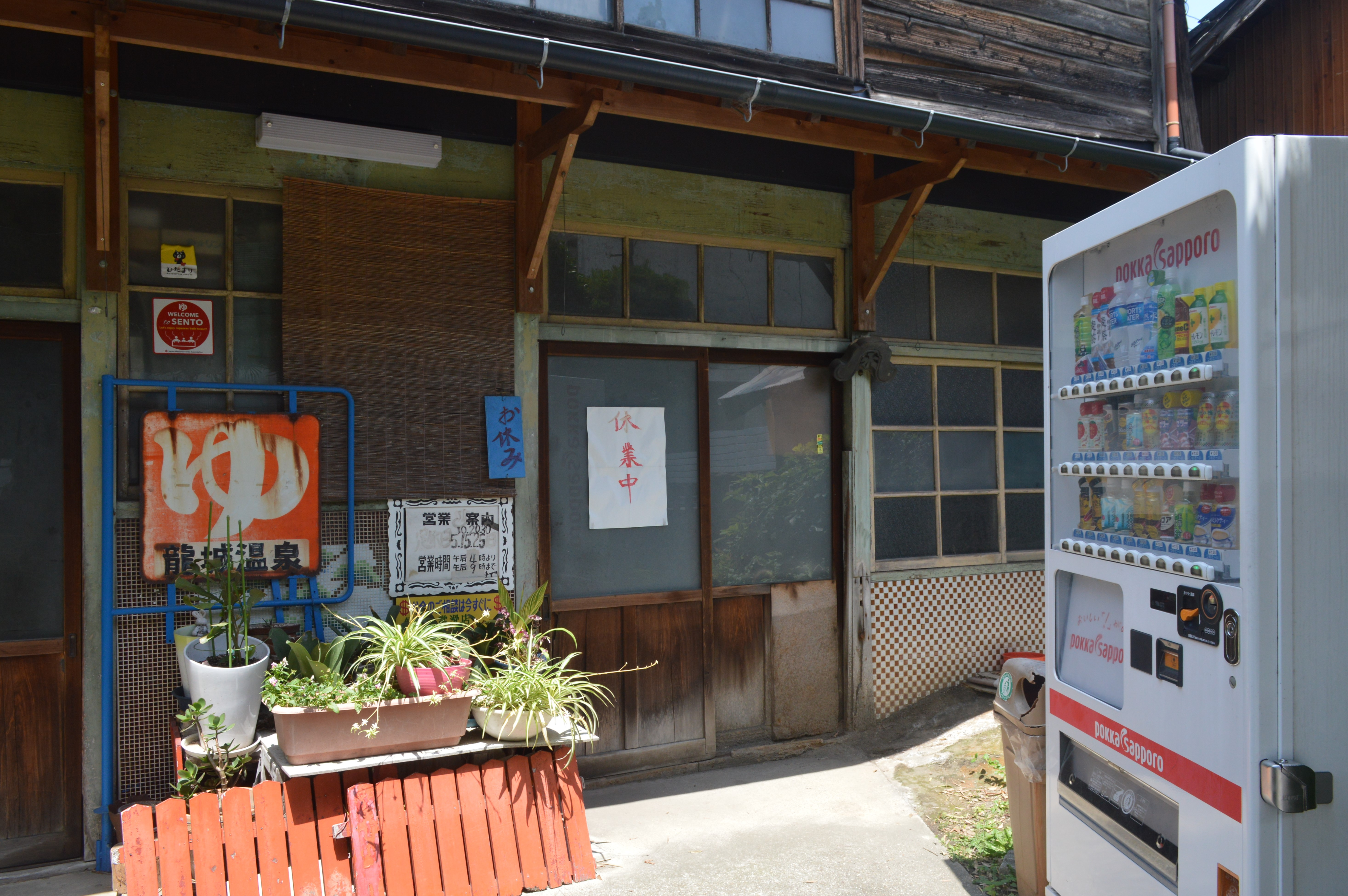
龍城温泉の入口

額田郡岡崎田町を前身とする。岡崎城下の城下町として栄えた。

### 町名の由来
天正19年（1591年）に、当時の岡崎城主田中吉政が城西の沼地であった当地を埋め立てたと伝えられており、沼田に由来するとしている。

### 沿革
- 1889年（明治22年）10月1日 - 町村制施行に伴い、岡崎横町・岡崎亀井町・岡崎久右衛門町・岡崎魚町・岡崎康生町・岡崎材木町・岡崎十王町・岡崎松本町・岡崎上肴町・岡崎伝馬町・岡崎田町・岡崎唐沢町・岡崎島町・岡崎投町・岡崎能見町・岡崎八幡町・岡崎板屋町・岡崎福寿町・岡崎門前町・岡崎祐金町・岡崎裏町・岡崎両町・岡崎連尺町・岡崎六地蔵町・岡崎籠田町・菅生村・中村・梅園村・八帖村・六供村が合併し、岡崎町大字田となる[12]。
- 1916年（大正5年）7月1日 - 市制施行に伴い、岡崎市大字田となる[13]。
- 1917年（大正6年）7月1日 - 田町に改称[13]。
- 1976年（昭和51年）3月25日 - 一部が八帖北町となる[13][14]。

戦前の田町には劇場の龍城座があったが、1940年（昭和15年）9月2日に幡豆郡西尾町（現・西尾市）に移築されて西尾劇場となった。1925年（大正14年）には銭湯の龍城温泉が開業した。
交通の大動脈である国道1号が当町を東西に貫いているが、1980年（昭和55年）頃には大型トラックによる騒音、振動や健康被害が深刻になった。

## 施設
- 龍城温泉
- 教信寺

## 交通
道路
- 国道1号（東海道・龍城通り）
- 国道248号

## その他

### 日本郵便
- 郵便番号 : 444-0054[3]（集配局：岡崎郵便局[18]）。

## 参考資料
- 「角川日本地名大辞典」編纂委員会 編『角川日本地名大辞典 23 愛知県』角川書店、1989年。
- 平凡社 編『日本歴史地名大系 23 愛知県の地名』1981年。
- 新編岡崎市史編さん委員会 編『新編岡崎市史 総集編 20』1993年。